# نشيد أذربيجان
إن النشيد الوطني لجمهورية أذربيجان  رمز مقدس لدولة أذربيجان واستقلالها ووحدتها.والاحترام العميق لنشيد الدولة في جمهورية أذربيجان واجب وطني لكل مواطن في البلد.

## حول استخدامه
ويوضح القانون الأساسي للنشيد الوطني لجمهورية أذربيجان، الذي صدق عليه قانون جمهورية أذربيجان رقم 525 المؤرخ 2 آذار / مارس 1993، أين وكيف يتم تشغيل النشيد الوطني.
- خلال بداية ونهاية دورات المجلس الملي في جمهورية أذربيجان؛
- عندما يأتي رئيس جمهورية أذربيجان إلى اجتماعات المجلس الملي في جمهورية أذربيجان؛
- خلال الاحتفالات والجلسات الافتتاحية والختامية المخصصة لعطلات الدولة
- يوميا وفي بداية البرامج التلفزيونية والإذاعية الوطنية لجمهورية أذربيجان؛
- أثناء افتتاح الآثار والمجالس تكريما للشخصيات السياسية والولائية والعسكرية والأبطال الوطنيين والأشكال العلمية والأدبية والفنية ذات الصلة بالأحداث التاريخية الهامة جدا في حياة الشعب والدولة الأذربيجانية؛
- عند رفع علم الدولة لجمهورية أذربيجان خلال الاحتفالات والمناسبات الاحتفالية الأخرى التي تعقدها الهيئات الحكومية والهيئات العامة والمؤسسات والمؤسسات والمنظمات؛
- على ترحيب ومغادرة رؤساء دول وحكومات البلدان الأجنبية الذين جاءوا إلى الاجتماع الرسمي مع جمهورية أذربيجان، بعد أداء النشيد الدولة من البلد ذي الصلة. التشريع أذربيجان قد تتوخى أيضا حالات أخرى عندما يتم تنفيذ النشيد الدولة من جمهورية أذربيجان بشكل صارم.

## تاريخ
في 28 مايو 1918، بعد إعلان استقلال أذربيجان، ظهرت قضية إنشاء واعتماد النشيد الدولة جنبا إلى جنب مع العلم الدولة وشعار الدولة في المقدمة.في 30 يناير 1920، قرر مجلس وزراء جمهورية أذربيجان الديمقراطية إعداد النشيد الوطني للجمهورية ولهذا الغرض أعلنت مسابقة من قبل وزارة التعليم العام.ومع ذلك، فإن انهيار الجمهورية الشعبية في 28 أبريل 1920 لم يسمح لأذربيجان لقبول النشيد الوطني.في 27 مايو 1992، اعتمد البرلمان قانون النشيد الوطني لجمهورية أذربيجان.ووفقا للقانون، تمت الموافقة على النشيد الأذربيجاني، الذي جمعه الملحن الكبير أوزيير هاجيبيوف والشاعر أحمد جواد في عام 1919، باعتباره النشيد الوطني لأذربيجان.
«هيمن» في اليونانية يعني «أغنية رسمية».وهو يلعب دورا هاما كوسيلة لتنظيم وتعبئة كوسيلة هامة للدعاية السياسية.ويهدف أداء النشيد في المقام الأول للمهرجانات الاحتفالية، والمظاهرات السياسية، واحتفالات الدولة الرسمية، والمسيرات العسكرية.وينبغي أن يفهم نص ولحن النشيد الوطني بسهولة جميع الطبقات الاجتماعية للأمة.
كتب أوزيير هاجيبيوف مقالتين. وقد نشر كلاهما في عام 1966 في كتاب «النشيد التركي» الذي نشره الموسيقي التركي في أنقرة.عندما جاء موضوع النشيد الوطني في المقدمة، قال كثيرون أن أوزيير هاجيبيوف كان يعتبر ترنيمة من خلال مقارنة واحدة من هذه النشيد.وهكذا، كانت الموسيقى للدولة الجديدة مرة أخرى أوزيير هاجيبيوف.ويلاحظ أن النص ينتمي إلى الشاعر البارز أحمد كافادا.وتمت الموافقة على النظام الأساسي للنشيد الوطني لجمهورية أذربيجان بقرار المجلس الملي في جمهورية أذربيجان المؤرخ 2 آذار / مارس 1993.

## القانون
يجرى النشيد الوطني لجمهورية أذربيجان بما يتفق تماما مع النص والمرسوم الموسيقي الذي أقره قانون جمهورية أذربيجان «بشأن النشيد الوطني لجمهورية أذربيجان» المؤرخ 27 أيار / مايو 1992.عند اللعب أمام النشيد الوطني لجمهورية أذربيجان، يجب على الناس الاستماع أو قراءة النشيد.يقوم النشيد الوطني لجمهورية أذربيجان في الوحدات العسكرية والسفن العسكرية والشؤون الداخلية والخدمة الحدودية وأجهزة الأمن القومي، فضلا عن الأفراد العسكريين وضباط الجيش والعسكريين في الشؤون الداخلية وأجهزة الأمن الوطني أثناء أداء النشيد، بوضع لوائح عسكرية وتنظمها القواعد التي تضعها هيئات السلطة التنفيذية.وتنشر الموسيقى والنص النشيد الدولة من جمهورية أذربيجان في الصفحة الأولى من كتاب الأبجدية.ويكرس الدرس الأول من السنة الدراسية الجديدة في المدارس الثانوية والمدارس المهنية والمدارس الثانوية والجامعات والمؤسسات التعليمية الأخرى لدراسة وأداء النشيد الوطني لجمهورية أذربيجان.عند تنفيذ المسابقات الرياضية الوطنية والدولية، يتم تحديد ترتيب أداء النشيد الدولة لجمهورية أذربيجان مع الأخذ بعين الاعتبار الممارسة الحالية للمنظمات الرياضية الوطنية والدولية.ويتولى الإشراف على تنفيذ هذا التوجيه رؤساء الهيئات والمؤسسات والمكاتب والمنظمات والأحزاب السياسية والجمعيات العامة ونقابات العمال والهيئات العامة الأخرى.

## موسيقى

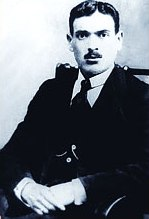
أحمد كافاد.

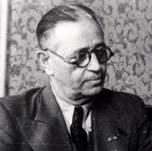
عزير حجيبكوف

يتم تنفيذ النشيد الوطني لجمهورية أذربيجان من قبل أوركسترا، جوقة، أوركسترا-جوقة أو غيرها من طريقة الصوتية والصكوك.ويمكن أيضا أن تستخدم للتسجيلات.وفي جميع الحالات، ينفذ النشيد الوطني لجمهورية أذربيجان بالكامل.
آذربایجان، آذربایجان

ای قهرمان اولادین شانلی وطنی!

سندن اوترو جان ورمه‌یه جومله حاضریز!

سندن اوتروقان توکمه‌یه جومله قادیریز!

اوچ رنگلی بایراقین‌لا مسعود یاشا!

اوچ رنگلی بایراقین‌لا مسعود یاشا!

مینلرله جان قوربان اولدو!

سینن حربه میدان اولدو!

حقوقوندان کچن عسکر!

هره بیر قهرمان اولدو!

سن اولاسان گولوستان

سنه هرآن جان قوربان

سنه مین بیر محبت

سینه‌مده توتموش مکان!

ناموسونو حیفظ اتمه‌یه

بایراقینی یوکسلتمه‌یه

ناموسونو حیفظ اتمه‌یه

جومله گنجلر موشتاقدیر!

شانلی وطن! شانلی وطن!

آذربایجان، آذربایجان!

آذربایجان، آذربایجان
مع الرسومات العربية
الموسيقى: أوزيير هاجيبيوف،
النص: أحمد كافاد.